# Microregiunea Mezőtúr
Microregiunea Mezőtúr (în maghiară Mezőtúri kistérség) a fost o microregiune statistică (kistérség) din județul Jász-Nagykun-Szolnok, Ungaria.
Cu o populație de 27.768 locuitori și o suprafață de 725,74 km2, aceasta a existat până în 2014, când în Ungaria, microregiunile ”kistérségek” au fost înlocuite de districte (járások).